# Olivier de la Marche
Olivier de la Marche (Burgundi Hercegség, 1425 körül – Brüsszel, 1502. február 1.) középkori krónikaszerző, elsősorban Mémoires című munkájáról ismert. Ebben a munkájában személyes tapasztalatait és visszaemlékezéseit írta meg a burgundi hercegi udvarról.

## Pályafutása
Marche burgundi nemesi családban született, amely régóta tett szolgálatokat a hercegeknek. 1439-ben apródként lépett be az udvarba. III. Fülöp burgundi herceg fia, a későbbi Merész Károly háztartásába került, ahol első komolyabb feladataként écuyer tranchant-ként tevékenykedett, vagyis ő felelt az étkek felvágásáért. Marche gyorsan lépdelt felfelé az udvari hierarchiában. 1461-ben a hercegi háztartás négy felügyelőjének egyik, szertartásmester lett, majd 1467-re, Károly trónra lépésekor már tanácsadóként tevékenykedett. Az 1460-as években követként képviselte uralkodóját Angliában, Normandiában és Bretagne-ban. Küldetéseivel részt vett az angol-burgundi szövetség megteremtésében.
Az évtized végén és az 1470-es években katonai feladatokat kapott, egyike lett a négy új, Károly rendeletei által létrejött katonai egység vezetőinek. Több hadjáratban részt vett, és ott volt az 1477-es, a burgundiakra nézve katasztrofális végeredményű nancyi csatában, amelyben elesett Merész Károly. A herceg halála nem vetette vissza Marche karrierjét: a herceg örököse, I. Mária burgundi hercegnő udvartartásának irányítását vezette. Aktívan szolgálta a hercegi családot még az 1490-es években is, amikor IV. Fülöp burgundi herceg volt hatalmon. 1501-ben, a halála előtti évben vonult vissza. Marche egész életében hűségesen szolgálta uralkodóját, lojalitását Jean Molinet, a hercegek hivatalos történetírója is feljegyezte, amikor Jó Fülöp szerencséjének nevezte, hogy olyan hűséges tanácsadója van, mint Marche. Visszaemlékezéseiben elsősorban az udvari életről, saját karrierjéről írt, de megörökítette például a valenciennes-i bajvívást is.
IV. Eduárd angol király számára Károly burgundi herceg házi szokásai (L’état de la maison du duc Charles de Bourgogne) címmel értekezést írt, amelyben részletes leírást adott arról, hogyan zajlik a hercegi étkezés előkészítése, lebonyolítása, mi a feladata például a kenyeresgazdának, a pohárnoknak, miként jelölik ki a főszakácsot.

## Művei
- De la puissance de nature et comment les corps célestiaux gouvernent naturellement le monde.
- Estat de la maison du duc de Bourgogne, 1474.
- Traité de la Manière de célébrer la noble fête de la Toison d'or.
- La Source d'Honneur pour maintenir la corporelle élégance des Dames.
- Traité et Avis de quelques gentilhommes sur les duels et gages de bataille.
- Le chevalier délibéré (1483).online
- Le Parement et le Triomphe des Dames d'Honneur (1501).
- Mémoires de Messire Olivier de La Marche.